# 왕위 요구자

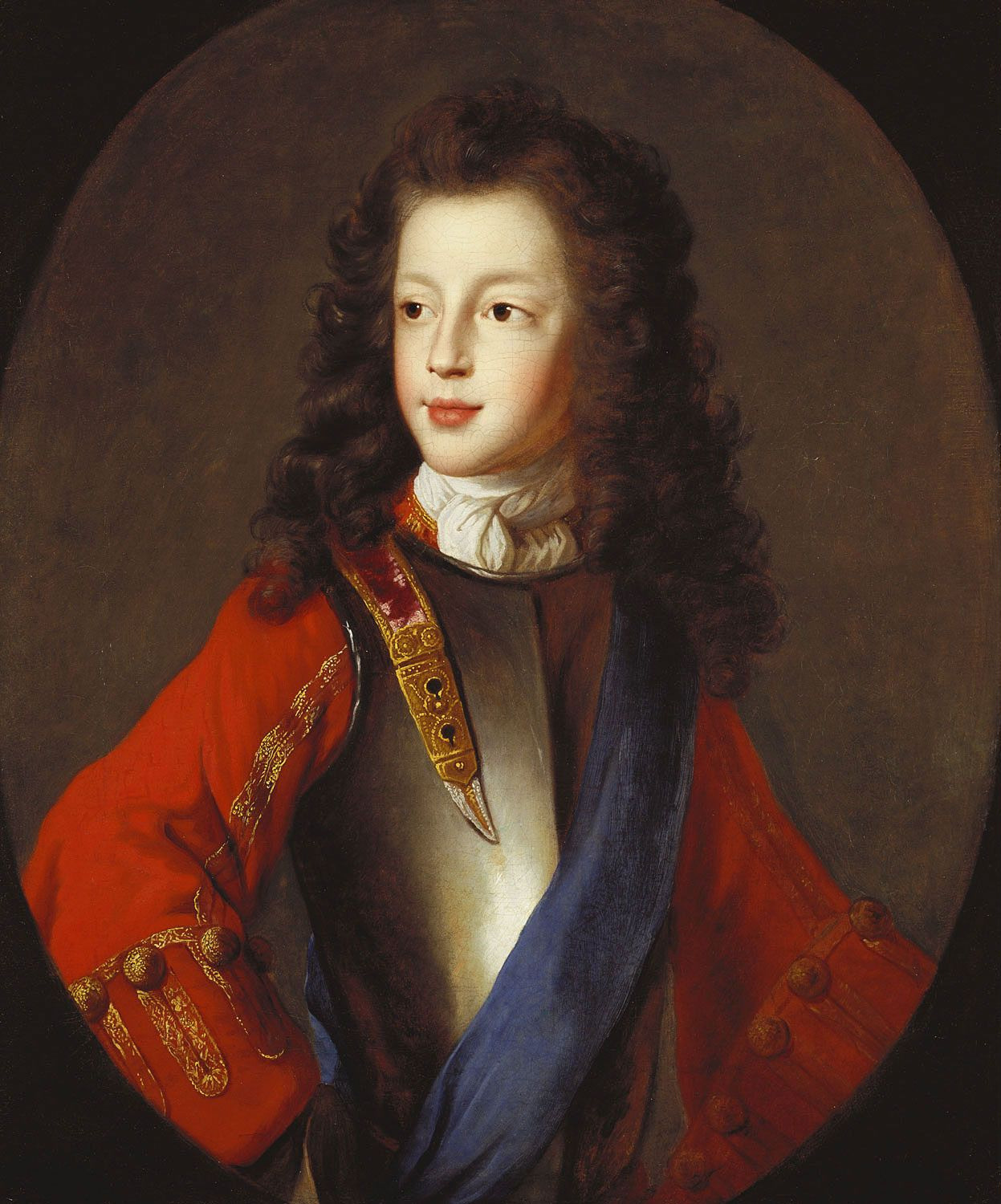
제임스 프랜시스 에드워드 스튜어트(훗날 올드 프레텐더로 알려짐)는 1703년경 1701년 프랑스 왕 루이 14세에 의해 영국, 아일랜드, 스코틀랜드 왕좌의 정당한 권리를 주장하는 인물로 인정받은 인물을 묘사했다.

왕위 요구자(pretender)는 이미 없어졌거나 혹은 다른 이가 차지한 왕위에 관한 권리를 주장하는 사람이다.

## 세계 주요 각국 왕위 요구자 목록
| 국가                          | 국가              | 왕위 요구자               | 즉위일                         | 왕가 또는 왕조                                         | 혈통                                                 | 추정 상속인             | 최초 왕위요구 년도 |
| 아시아                        | 아시아            | 아시아                    | 아시아                         | 아시아                                                 | 아시아                                               | 아시아                  | 아시아             |
| ----------------------------- | ----------------- | ------------------------- | ------------------------------ | ------------------------------------------------------ | ---------------------------------------------------- | ----------------------- | ------------------ |
|                               | 네팔              | 갸넨드라                  | 2008년 5월 28일                | 샤                                                     | 마지막으로 네팔 왕국을 통치한 군주                   | 파라스                  | 2008년             |
|                               | 대한제국          | 이원                      | 2005년 7월 16일                | 전주 이씨                                              | 고종 이형의 직계 후손                                | ?                       | 1910년             |
|                               | 만주국            | 위장                      | 2015년 4월 10일                | 청                                                     | 도광제의 후손                                        | ?                       | 1945년             |
|                               | 베트남            | 바오탕                    | 2007년 7월 28일                | 응우옌                                                 | 바오다이의 아들                                      | 바오언                  | 1949년             |
|                               | 아프가니스탄      | 아흐마드 샤 칸            | 2007년 6월 23일                | 바라크자이                                             | 무함마드 자히르 샤의 아들                            | 무함마드 자히르 칸      | 1973년             |
|                               | 이란              | 레자 시루스               | 1980년 6월 27일                | 팔라비                                                 | 모하마드 레자의 아들                                 | 패트릭 알리             | 1979년             |
|                               | 청                | 헝전                      | 1999년 1월 18일                | 청                                                     | 도광제의 후손                                        | 진성                    | 1912년             |
|                               | 류큐국            | 마모루                    | 1996년 8월 30일                | 쇼                                                     | 쇼타이의 후손                                        | ?                       | 1879년             |
|                               | 예루살렘 왕국     | 비토리오 에마누엘레       | 1969년 12월 15일               | 사보이                                                 | 움베르토 2세의 아들                                  | 에마누엘레 필리베르토   | 1291년             |
| 아마데오                      | 예루살렘 왕국     | 1983년 3월 18일           | 비토리오 에마누엘레 2세의 후손 | 사보이                                                 | 아이모네                                             |                         | 1291년             |
| 펠리페 6세                    | 예루살렘 왕국     | 2014년 6월 19일           | 부르봉                         | 스페인의 국왕                                          | 레오노르                                             |                         | 1291년             |
| 카를                          | 예루살렘 왕국     | 2007년 1월 1일            | 합스부르크로트링겐             | 카를 1세의 후손                                        | 페르디난트 즈보니미르                                |                         | 1291년             |
|                               | 사라왁 왕국       | 제임스 버트럴 리오넬 브룩 | 2011년 3월 2일                 | 브룩                                                   | 찰스 바이너 브룩의 후손                              | ?                       | 1946년             |
| 아메리카                      |                   |                           |                                |                                                        |                                                      |                         |                    |
|                               | 멕시코            | 막시밀리안                | 1949년 11월                    | 합스부르크이투르비데                                   | 아구스틴 1세의 후손                                  | 페르디난트              | 1867년             |
|                               | 브라질            | 베르트랑                  | 2022년 7월 15일                | 오를레앙스이브라간사                                   | 페드루 2세의 후손                                    | 안토니우                | 1889년             |
| 유럽                          |                   |                           |                                |                                                        |                                                      |                         |                    |
|                               | 그리스            | 파블로스                  | 2023년 1월 10일                | 글뤽스부르크                                           | 콘스탄티노스 2세의 아들                              | 콘스탄티노스 알렉시오스 | 1973년             |
|                               | 나폴리            | 조아생                    | 1944년 11월 26일 (유복자)      | 뮈라                                                   | 조아키노 1세의 후손                                  | 조아생                  | 1816년             |
|                               | 독일              | 게오르크 프리드리히       | 1994년 9월 26일                | 호엔촐레른                                             | 빌헬름 2세의 후손                                    | 크리스티안 지기스문트   | 1918년             |
|                               | 러시아            | 마리아 블라디미로브나     | 1992년 4월 21일                | 로마노프                                               | 알렉산드르 2세의 직계 후손                           | 호르헤 미하일로비치     | 1917년             |
| 앤드루 안드레이비치           | 러시아            | 니콜라이 1세의 직계 후손  | 1992년 4월 21일                | 로마노프                                               | 알렉시스 안드레이비치                                |                         | 1917년             |
| 로스티슬라브 로스티슬라보비치 | 러시아            | 니콜라이 1세의 직계 후손  | 1992년 4월 21일                | 로마노프                                               | 니키타 로스티슬라보비치                              |                         | 1917년             |
|                               | 루마니아          | 마르가레타                | 2017년 12월 5일                | 로므니아                                               | 미하이 1세의 딸                                      | 엘레나                  | 1947년             |
| 파울                          | 루마니아          | 카롤 2세의 남계 후손      | 2017년 12월 5일                | 로므니아                                               | 카롤 페르디난드                                      |                         | 1947년             |
| 카를 프리드리히               | 루마니아          | 호엔촐레른지그마링겐      | 2017년 12월 5일                | 카를 안톤 폰 호엔촐레른 후작의 남계 후손               | 알렉산더                                             |                         | 1947년             |
|                               | 모데나 레조       | 로렌츠                    | 1996년 2월 7일                 | 아스부르고에스테                                       | 프란체스코 5세의 친척, 프란츠 1세의 후손             | 아마데오                | 1859년             |
|                               | 몬테네그로        | 니콜라                    | 1986년 3월 24일                | 페트로비치네고시                                       | 니콜라 1세의 후손                                    | 보리스                  | 1918년             |
|                               | 바이에른          | 프란츠                    | 1996년 7월 8일                 | 비텔스바흐                                             | 루트비히 3세의 후손                                  | 막스 에마누엘           | 1918년             |
|                               | 자코바이트        | 프란츠                    | 1996년 7월 8일                 | 비텔스바흐                                             | 찰스 1세의 후손                                      | 막스 에마누엘           | 1714년             |
|                               | 불가리아          | 시메온 2세                | 1946년 9월 15일                | 작센코부르크고타                                       | 마지막으로 통치한 군주                               | 카르담                  | 1946년             |
|                               | 알바니아          | 레카                      | 2011년 11월 30일               | 조그                                                   | 아흐메트 조그의 손자                                 | ?                       | 1944년             |
|                               | 양시칠리아        | 샤를                      | 2008년 3월 20일                | 보르보네두에시칠리에                                   | 페르디난도 2세의 후손                                | 마리아 카롤리나         | 1861년             |
| 페드로                        | 양시칠리아        | 2015년 10월 5일           | 하이메                         | 보르보네두에시칠리에                                   | 페르디난도 2세의 후손                                |                         | 1861년             |
|                               | 오스만            | 하룬                      | 2021년 1월 18일                | 오스만                                                 | 압뒬메지트 1세의 후손                                | 세자데 오르한           | 1922년             |
|                               | 오스트리아-헝가리 | 카를                      | 2007년 1월 1일                 | 합스부르크로트링겐                                     | 카를 1세의 후손                                      | 페르디난트 즈보니미르   | 1918년             |
|                               | 유고슬라비아      | 알렉산다르                | 1970년 11월 3일                | 카라조르제비치                                         | 페타르 2세의 아들                                    | 페타르                  | 1945년             |
|                               | 이탈리아          | 비토리오 에마누엘레       | 1969년 12월 15일               | 사보이                                                 | 움베르토 2세의 아들                                  | 에마누엘레 필리베르토   | 1946년             |
| 아마데오                      | 이탈리아          | 1983년 3월 18일           | 비토리오 에마누엘레 2세의 후손 | 사보이                                                 | 아이모네                                             |                         | 1946년             |
|                               | 토스카나          | 시지스몬도                | 2010년 8월 18일                | 아스부르고토스카나                                     | 페르디난도 4세의 후손                                | 아마데오                | 1859년             |
|                               | 파르마            | 카를로                    | 2010년 8월 18일                | 부르봉파르마                                           | 로베르토 1세의 후손                                  | 자이미                  | 1859년             |
|                               | 포르투갈          | 두아르트 피우             | 1976년 12월 24일               | 브라간사                                               | 미겔의 후손                                          | 아폰수                  | 1910년             |
|                               | 프랑스            | 루이 알퐁소               | 1989년 1월 30일                | 부르봉                                                 | 루이 14세의 후손                                     | 루이                    | 1830년             |
|                               | 프랑스            | 장                        | 2019년 1월 21일                | 오를레앙                                               | 루이 필리프 1세의 직계 후손                          | 가스통                  | 1848년             |
| 프랑스                        | 샤를 나폴레옹     | 1997년 5월 3일            | 보나파르트                     | 카를로의 후손                                          | 장 크리스토페르 나폴레옹 보나파르트                  | 1870년                  |                    |
|                               | 샤를 나폴레옹     | 1997년 5월 3일            | 보나파르트                     | 카를로의 후손                                          | 장 크리스토페르 나폴레옹 보나파르트                  | 베스트팔렌              | 1813년             |
| 오세아니아                    |                   |                           |                                |                                                        |                                                      |                         |                    |
|                               | 피지              | 찰스 3세                  | 2022년 9월 8일                 | 윈저                                                   | 영국의 국왕                                          | 웨일스 공 윌리엄        | 1987년             |
|                               | 하와이            | 애비게일 카와나나코아     | 1969년 5월 20일                | 카와나나코아                                           | 릴리우오칼라니의 아들인 데이비드 카와나나코아의 후손 | ?                       | 1895년             |
| 쿠엔틴 카와나나코아           | 하와이            | 1997년 7월 29일           | ?                              | 카와나나코아                                           | 릴리우오칼라니의 아들인 데이비드 카와나나코아의 후손 |                         | 1895년             |
| 노아 카마쿠오카마일레         | 하와이            | 1988년 9월 19일           | 라아누이                       | 카메하메하 1세의 이복 형제였던 카마쿠오카마일레의 후손 | ?                                                    |                         | 1895년             |
|                               | 코코스 제도       | 존 세실 클루니스로스      | 1978년 9월 1일                 | 클루니스로스                                           | 코코스 제도의 마지막 영주                            | 존 조지 클루니스로스    | 1978년             |

## 같이 보기
- 왕가
- 마이크로네이션
- 군주주의
- 왕위 계승
- 대립왕
- 대립교황